# Ravi (rappeur)
Pour les articles homonymes, voir Ravi.
Dans ce nom coréen, le nom de famille, Kim, précède le nom personnel.
 (juillet 2021).
Kim Won-sik  (coréen : 김원식, né le 15 février 1993) mieux connu sous son nom de scène Ravi ou RAVI (coréen : 라비), est un rappeur, chanteur, danseur est un auteur-compositeur et réalisateur artistique sud-coréen. Il est membre du boys band sud-coréen VIXX, ainsi que de son sous-groupe, VIXX LR. En 2019, il fonde son propre label GROOVL1N et quitte Jellyfish Entertainment.

## Discographie

### Mixtape
| Détails de l'album                                                                                          | Liste des titres |
| --- | --- |
| [R.EBIRTH] - Mixtape - Date de sortie : 12 mars 2016 - Label : Jellyfish Entertainment - Format : Streaming | Liste des titres 1. R.EBIRTH 2. MOVE 3. Lean On Me 4. OX (ft. Basick) 5. 뇌비우스의 띠 (Möbius Strip) (ft. Esbee) 6. Control (Interlude) 7. 끄덕끄덕 (Nod Nod) (ft. Donutman) 8. 착한 여자 (Good Girls) (ft. Hanhae, Soulman) 9. 아 몰라 일단 Do The Dance 10. Where Should I Go (ft. Microdot) 11. Where Should I Go (solo version) |

| Détails de l'album                                                                                            | Liste des titres |
| --- | --- |
| [NIRVANA] - Mixtape - Date de sortie : 22 janvier 2018 - Label : Jellyfish Entertainment - Format : Streaming | Liste des titres 1. 끓는점 (Boiling Point) (ft. Sik-K) 2. CHAMELEON 3. NIRVANA (ft. Park Ji-Min) 4. RAVI DA LOCA 5. PAYDAY (ft. Choi Cho, OLNL) 6. ALCOHOL 7. WHERE AM I (ft. Microdot) |

### Singles

#### En tant qu'artiste principal
| Titre                                                                                       | Année | Meilleures positions | Ventes    | Album     |
| Titre                                                                                       | Année | COR Gaon             | Ventes    | Album     |
| ------------------------------------------------------------------------------------------- | ----- | -------------------- | --------- | --------- |
| "DamnRa" (Feat. SAM&SP3CK)                                                                  | 2016  | —                    | - COR : — | Jelly Box |
| "—" montre qu'aucun classement n'a été atteint ou que ce n'est pas sorti dans cette région. |       |                      |           |           |

#### En collaboration
| Année | Chanson                                | Album                | Artiste(s)                           |
| ----- | -------------------------------------- | -------------------- | ------------------------------------ |
| 2014  | "Rock the World"                       | The First Mini Album | Chad Future                          |
| 2015  | "Diamond Love"                         | Diamond Lover OST    | Rain                                 |
| 2015  | "When It Rains" (coréen : 비가 내리면) | Single digital       | Melody Day                           |
| 2016  | "Feeling Abandoned"                    | Single digital       | Kiggen (Feat. Eluphant, Ravi, ESBEE) |
| 2016  | "Use Me"                               | Single digital       | Kim Wan-sun                          |
| 2016  | "Wave"                                 | +64                  | Microdot                             |

## Concert

### Tête d'affiche
- 2016: Ravi's 1st Live Party [R.EBIRTH]
- 2017: RAVI 1st REAL-LIVE [R.EAL1ZE]
- 2018: RAVI 2nd REAL-LIVE NIRVANA
- 2018: RAVI 1st SOLO EUROPE TOUR
- 2019: RAVI 3rd REAL-LIVE R.OOK BOOK

## Filmographie

### Shows TV
| Année | Chaîne | Titre                                                           | Note(s)    |
| ----- | ------ | --------------------------------------------------------------- | ---------- |
| 2015  | Mnet   | Show Me the Money 4                                             |            |
| 2018  | MBC    | Real Men 300                                                    |            |
| 2018  | MBC    | Liste des épisodes de King of Mask Singer (2018) (en) (ep. 175) | as 'burst' |
| 2019  | KBS2   | 1 Night 2 Days Season 4 (en)                                    |            |

### Apparition dans des clips vidéos
| Année | Clip vidéo       | Artiste(s)               |
| ----- | ---------------- | ------------------------ |
| 2011  | "Shake It Up"    | Seo In-guk               |
| 2012  | "Let This Die"   | Brian Joo                |
| 2012  | "Let This Die"   | Brian Joo                |
| 2014  | "Rock the World" | Chad Future (feat. Ravi) |
| 2015  | "When It Rains"  | Melody Day (feat. Ravi)  |